# Sideritis cossoniana
Sideritis cossoniana là một loài thực vật có hoa trong họ Hoa môi. Loài này được Ball miêu tả khoa học đầu tiên năm 1878.